# Олександр Пшездзецький
Александер Нарциз Кароль Пшездзецький (пол. Alexander Narcyz Karol Przezdziecki; 1814, Чорний Острів, тепер Хмельницький район, Хмельницька область — 26 грудня 1871, Краків) — польський письменник, історик, етнограф, видавець. Онук Пилипа Нереуша Олізара.

## Біографія
Навчався у Волинському ліцеї, у 1832—1834 роках у Берлінському університеті. 1834 запрошений на службу до Санкт-Петербургу в секретаріат у справах Королівства Польського. Згодом призначено на службу до канцелярії Вологодського губернатора.
У 1839 перевели на службу до канцелярії Київського генерал-губернатора Д. Г. Бібікова. За дорученням генерал-губернатора збирав статистичні відомості у Подільській та Волинській губерніях. Під час об'їзду багато сіл та містечок регіону О. Пшездзецький оглянув публічні та костьольні архіви, приватні бібліотеки та зібрання історичних актів. У них він виявив чимало важливих документів, які раніше не публікувалися. Він також записував історичні відомості, звичаї, традиції, вивчав фольклор, збирав стародруки. Під час мандрівок Волині познайомився та потоваришував із Юзефом Ігнацієм Крашевським, письменником, культурним діячем.
24 листопада 1842 року взяв шлюб у Варшаві з Марією Тизенгаузовою, від якої мав двох синів — Костянтина, Густава і дочку Гелену (померла в дитинстві).
У 1846—1849 роках здійснив поїздку по країнах Західної Європи. Він шукав у відомих бібліотеках рукописи, які стосувалися польської історії.
Останні два роки свого життя подорожував по Європі. Зокрема, відвідав Ватикан, де був на аудиєнції понтифіка і збирав матеріали з історії римо-католицької церкви, які поклалися ним в основу його останньої прижиттєвої праці про дискусійні питання навколо латинського костьолу.

## Творча діяльність
Як уродженець Правобережної України, він у своїх працях звертався до опису минулого України. Проте, опис України робив на фоні історії місцевих поляків, так як не визнавав самого існування України. Особливо це помітно у його розвідці «Мазепа», де він поверхово підійшов до висвітлення життєвого шляху та політичної діяльності українського гетьмана. Проте, якщо не дивитися на ідеологічну упередженість його праць, вони мають наукове та пізнавальне значення за рахунок залученого джерельного матеріалу.
Зокрема, Пшездецький опрацював архівні матеріали Чернігівського та Київського воєводства, які пізніше склали ядро політичної української нації — лівобережної Гетьманщини. Саме він оприлюднив джерела з колонізації краю Яремою Вишневецьким, дав поштовх до вивчення польського періоду лівобережної України, вперше згадавши села і містечка Прилуцького та Лубенського полків.
Автор книг, виданих польською мовою:
- «Поділля. Волинь. Україна. Картини місць і часу» (у двох томах, Вільно, 1840—1841),
- «Джерела до польської історії» (у співавторстві, Вільно, 1843).
- «Ядвіга» (історична драма, Вільно, 1844),
- «Бібліографічні відомості про рукописи в закордонних бібліотеках і архівах» (1850).